# الأ دي ستورا
الأ دي ستورا هي كومونا (بلدية) في مدينة تورينو في المنطقة الإيطالية بيدمونت ، وتقع في واحدة من فيلي دي لانزوعلى بعد حوالي 40 كيلومتر (25 ميل) شمال غرب تورين .
تقع الأ دي ستورا على حدود البلديات التالية: غروسكافالو ، شيالامبرتو ، سيريس ، بالم ، ميزينيل ، ليمي.

## روابط خارجية
- www.comunealadistura.it